# Olivier Jahan
Olivier Jahan est un  réalisateur français.

## Biographie
Olivier Jahan a travaillé pour la Quinzaine des réalisateurs jusqu'en 1998 et a réalisé plusieurs courts métrages.
Son premier long métrage, Faites comme si je n'étais pas là, a été présenté au festival de Cannes 2000 dans la sélection de la Quinzaine des réalisateurs.

## Filmographie

### Courts métrages
- 1994 : Parlez après le signal sonore
- 1994 : Comme un dimanche
- 1997 : Au bord de l'autoroute
- 1998 : Beaucoup trop loin
- 2004 : Du bois pour l'hiver
- 2010 : T'embrasser une dernière fois
- 2022 : La femme de 08H47

### Longs métrages
- 2001 : Faites comme si je n'étais pas là
- 2008 : 40 x 15
- 2015 : Les Châteaux de sable
- 2020 : Claire Andrieux (téléfilm)